# Sezonul de Formula 1 din 1957
Sezonul de Formula 1 din 1957 a fost cel de-al 11-lea sezon al curselor auto de Formula 1 FIA, și a inclus cea de-a opta ediție a Campionatului Mondial al Piloților. Sezonul a fost disputat pe parcursul a opt curse, începând cu Marele Premiu al Argentinei pe 13 ianuarie și terminându-se cu Marele Premiu al Italiei pe 8 septembrie. În 1957 s-au desfășurat și alte nouă curse care nu au făcut parte din campionat. Juan Manuel Fangio a câștigat al patrulea său titlu consecutiv, și al cincilea în total, o performanță care nu avea să fie egalată decât 46 de ani mai târziu, în 2003, de către Michael Schumacher.
Fangio a ales să-și schimbe din nou echipa, alăturându-se lui Maserati înainte de începerea sezonului. Decizia de a schimba s-a dovedit a fi o lovitură de maestru, formația Ferrari, formată din Peter Collins, Eugenio Castellotti și Mike Hawthorn, nereușind să câștige vreo cursă. Castellotti și Alfonso de Portago au fost uciși în timpul sezonului (niciunul în accidente de Formula 1), făcând din acesta un an cu adevărat dezastruos pentru Ferrari.
Omul pe care l-a înlocuit Fangio la Maserati, Stirling Moss, s-a mutat la Vanwall, o echipă în ascensiune. Amândoi, Fangio și Moss, au câștigat fiecare cursă de campionat a sezonului, cu excepția Indianapolis 500, Fangio luând patru victorii față de cele trei ale lui Moss. Pe Nürburgring, Fangio a produs una dintre cele mai impresionante victorii din istoria Formula 1, când i-a depășit pe Collins și Hawthorn în penultimul tur, după ce o oprire la boxe l-a lăsat cu aproape un minut în urmă.
La sfârșitul anului, s-a anunțat că Fangio nu se va întoarce pentru un alt sezon, deși a mai concurat în alte două curse din 1958. Maserati a renunțat la echipa de uzină, invocând motive financiare. Acesta a fost și ultimul an în care au fost acordate puncte pentru piloții care au împărțit aceeași mașină.

## Piloții și echipele înscrise în campionat
Următorii piloți și constructori au participat în Campionatul Mondial al Piloților din 1957.
| Imagine          | Concurent                 | Constructor | Motor                                        | Șasiu  | Pneu | Piloți                | Piloți      |
| ---------------- | ------------------------- | ----------- | -------------------------------------------- | ------ | ---- | --------------------- | ----------- |
| Imagine          | Concurent                 | Constructor | Motor                                        | Șasiu  | Pneu | Numele pilotului      | Etape       |
| BRM P25          | Owen Racing Organisation  | BRM         | BRM P25 2,5 L4                               | P25    | D    | Ron Flockhart         | 2, 4        |
| BRM P25          | Owen Racing Organisation  | BRM         | BRM P25 2,5 L4                               | P25    | D    | Roy Salvadori         | 2           |
| BRM P25          | Owen Racing Organisation  | BRM         | BRM P25 2,5 L4                               | P25    | D    | Herbert MacKay-Fraser | 4           |
| BRM P25          | Owen Racing Organisation  | BRM         | BRM P25 2,5 L4                               | P25    | D    | Jack Fairman          | 5           |
| BRM P25          | Owen Racing Organisation  | BRM         | BRM P25 2,5 L4                               | P25    | D    | Les Leston            | 5           |
| Connaught Type B | Connaught Engineering     | Connaught   | Alta GP 2,5 L4                               | Type B | D    | Stuart Lewis-Evans    | 2           |
| Connaught Type B | Connaught Engineering     | Connaught   | Alta GP 2,5 L4                               | Type B | D    | Ivor Bueb             | 2           |
| Cooper T43       | Cooper Car Company        | Cooper      | Climax FPF 2,0 L4                            | T43    | A D  | Jack Brabham          | 2, 4, 7     |
| Cooper T43       | Cooper Car Company        | Cooper      | Climax FPF 2,0 L4                            | T43    | A D  | Les Leston            | 2           |
| Cooper T43       | Cooper Car Company        | Cooper      | Climax FPF 2,0 L4                            | T43    | A D  | Mike MacDowel         | 4           |
| Cooper T43       | Cooper Car Company        | Cooper      | Climax FPF 2,0 L4                            | T43    | A D  | Roy Salvadori         | 5, 7        |
| Ferrari 801      | Scuderia Ferrari          | Ferrari     | Ferrari DS50 2,5 V8                          | 801    | E P  | Peter Collins         | 1–2, 4–6, 8 |
| Ferrari 801      | Scuderia Ferrari          | Ferrari     | Ferrari DS50 2,5 V8                          | 801    | E P  | Luigi Musso           | 1, 4–8      |
| Ferrari 801      | Scuderia Ferrari          | Ferrari     | Ferrari DS50 2,5 V8                          | 801    | E P  | Eugenio Castellotti   | 1           |
| Ferrari 801      | Scuderia Ferrari          | Ferrari     | Ferrari DS50 2,5 V8                          | 801    | E P  | Mike Hawthorn         | 1–2, 4–6, 8 |
| Ferrari 801      | Scuderia Ferrari          | Ferrari     | Ferrari DS50 2,5 V8                          | 801    | E P  | Wolfgang von Trips    | 1–2, 8      |
| Ferrari 801      | Scuderia Ferrari          | Ferrari     | Ferrari DS50 2,5 V8                          | 801    | E P  | Cesare Perdisa        | 1           |
| Ferrari 801      | Scuderia Ferrari          | Ferrari     | Ferrari DS50 2,5 V8                          | 801    | E P  | Alfonso de Portago    | 1           |
| Ferrari 801      | Scuderia Ferrari          | Ferrari     | Ferrari DS50 2,5 V8                          | 801    | E P  | José Froilán González | 1           |
| Ferrari 801      | Scuderia Ferrari          | Ferrari     | Ferrari DS50 2,5 V8                          | 801    | E P  | Maurice Trintignant   | 2, 4–5      |
| Maserati 250F    | Officine Alfieri Maserati | Maserati    | Maserati 250F1 2,5 L6 Maserati 250F1 2.5 V12 | 250F   | P    | Juan Manuel Fangio    | 1–2, 4–8    |
| Maserati 250F    | Officine Alfieri Maserati | Maserati    | Maserati 250F1 2,5 L6 Maserati 250F1 2.5 V12 | 250F   | P    | Stirling Moss         | 1           |
| Maserati 250F    | Officine Alfieri Maserati | Maserati    | Maserati 250F1 2,5 L6 Maserati 250F1 2.5 V12 | 250F   | P    | Jean Behra            | 1, 4–8      |
| Maserati 250F    | Officine Alfieri Maserati | Maserati    | Maserati 250F1 2,5 L6 Maserati 250F1 2.5 V12 | 250F   | P    | Carlos Menditeguy     | 1–2, 4–5    |
| Maserati 250F    | Officine Alfieri Maserati | Maserati    | Maserati 250F1 2,5 L6 Maserati 250F1 2.5 V12 | 250F   | P    | Giorgio Scarlatti     | 2, 6–8      |
| Maserati 250F    | Officine Alfieri Maserati | Maserati    | Maserati 250F1 2,5 L6 Maserati 250F1 2.5 V12 | 250F   | P    | Harry Schell          | 2, 4–8      |
| Maserati 250F    | Officine Alfieri Maserati | Maserati    | Maserati 250F1 2,5 L6 Maserati 250F1 2.5 V12 | 250F   | P    | Hans Herrmann         | 2           |
| Vanwall VW 5     | Vandervell Products       | Vanwall     | Vanwall 254 2,5 L4                           | VW 5   | P    | Stirling Moss         | 2, 5–8      |
| Vanwall VW 5     | Vandervell Products       | Vanwall     | Vanwall 254 2,5 L4                           | VW 5   | P    | Tony Brooks           | 2, 5–8      |
| Vanwall VW 5     | Vandervell Products       | Vanwall     | Vanwall 254 2,5 L4                           | VW 5   | P    | Stuart Lewis-Evans    | 4–8         |
| Vanwall VW 5     | Vandervell Products       | Vanwall     | Vanwall 254 2,5 L4                           | VW 5   | P    | Roy Salvadori         | 4           |

Piloții și echipele private care nu și-au construit propriul șasiu și au folosit șasiurile constructorilor existenți sunt arătați mai jos.
| Concurent                 | Constructor afiliat | Motor                 | Șasiu | Pneu | Piloți              | Piloți   |
| ------------------------- | ------------------- | --------------------- | ----- | ---- | ------------------- | -------- |
| Concurent                 | Constructor afiliat | Motor                 | Șasiu | Pneu | Numele pilotului    | Etape    |
| Scuderia Centro Sud       | Maserati            | Maserati 250F1 2,5 L6 | 250F  | P    | Harry Schell        | 1        |
| Scuderia Centro Sud       | Maserati            | Maserati 250F1 2,5 L6 | 250F  | P    | Jo Bonnier          | 1, 7–8   |
| Scuderia Centro Sud       | Maserati            | Maserati 250F1 2,5 L6 | 250F  | P    | Masten Gregory      | 2, 6–8   |
| Scuderia Centro Sud       | Maserati            | Maserati 250F1 2,5 L6 | 250F  | P    | André Simon         | 2        |
| Scuderia Centro Sud       | Maserati            | Maserati 250F1 2,5 L6 | 250F  | P    | Hans Herrmann       | 6        |
| Scuderia Centro Sud       | Ferrari             | Ferrari 625 2,5 L4    | 500   | P    | Alejandro de Tomaso | 1        |
| Luigi Piotti              | Maserati            | Maserati 250F1 2,5 L6 | 250F  | P    | Luigi Piotti        | 1–2, 7–8 |
| H.H. Gould                | Maserati            | Maserati 250F1 2,5 L6 | 250F  | D    | Horace Gould        | 2, 4–8   |
| Jo Bonnier                | Maserati            | Maserati 250F1 2,5 L6 | 250F  | P    | Jo Bonnier          | 5        |
| Gilby Engineering         | Maserati            | Maserati 250F1 2,5 L6 | 250F  | D    | Ivor Bueb           | 5        |
| R.R.C. Walker Racing Team | Cooper              | Climax FPF 2,0 L4     | T43   | D    | Jack Brabham        | 5        |
| Bob Gerard                | Cooper              | Bristol BS2 2,2 L6    | T44   | D    | Bob Gerard          | 5        |
| Bruce Halford             | Maserati            | Maserati 250F1 2,5 L6 | 250F  | D    | Bruce Halford       | 6–8      |
| Francesco Godia Sales     | Maserati            | Maserati 250F1 2,5 L6 | 250F  | P    | Paco Godia          | 6–8      |
| Ottorino Volonterio       | Maserati            | Maserati 250F1 2,5 L6 | 250F  | P    | Ottorino Volonterio | 8        |
| Ottorino Volonterio       | Maserati            | Maserati 250F1 2,5 L6 | 250F  | P    | André Simon         | 8        |

- Notă: Tabelele de mai sus nu includ piloții și echipele care au participat doar la cursa de Campionat Mondial de la Indianapolis.

## Calendar
Următoarele șapte Mari Premii și Indianapolis 500 au avut loc în 1957.
| 1.                                       | 2.                                           | 3.                                  | 4.                                    |
| ---------------------------------------- | -------------------------------------------- | ----------------------------------- | ------------------------------------- |
| Marele Premiu al Argentinei 13 ianuarie  | Marele Premiu al Principatului Monaco 19 mai | Indianapolis 500 30 mai             | Marele Premiu al Franței 7 iulie      |
| Buenos Aires (P)                         | Monaco (S)                                   | Indianapolis (P)                    | Rouen-Les-Essarts (S)                 |
| 5.                                       | 6.                                           | 7.                                  | 8.                                    |
| Marele Premiu al Marii Britanii 20 iulie | Marele Premiu al Germaniei 4 august          | Marele Premiu al Pescarei 18 august | Marele Premiu al Italiei 8 septembrie |
| Aintree (S)                              | Nürburgring (P)                              | Pescara (S)                         | Monza (P)                             |
| (P) - pistă; (S) - stradă.               |                                              |                                     |                                       |

Criza Suezului în curs, care a afectat petrolierele ce livrau petrol în țările lor respective, a afectat mai multe țări, precum Țările de Jos, Belgia și Spania. Aceste țări urmau să aibă fiecare câte un Mare Premiu, dar toate au fost anulate din cauza prețurilor foarte mari ale petrolului din acele țări.

## Rezultate
| Etapa | Mare Premiu                | Pole position      | Cel mai rapid tur  | Pilotul câștigător        | Constructorul câștigător | Pneu | Lider | Lider |
| Etapa | Mare Premiu                | Pole position      | Cel mai rapid tur  | Pilotul câștigător        | Constructorul câștigător | Pneu | Pilot | Dif.  |
| ----- | -------------------------- | ------------------ | ------------------ | ------------------------- | ------------------------ | ---- | ----- | ----- |
| 1     | MP al Argentinei           | Stirling Moss      | Stirling Moss      | Juan Manuel Fangio        | Maserati                 | P    | FAN   | 2     |
| 2     | MP al Principatului Monaco | Juan Manuel Fangio | Juan Manuel Fangio | Juan Manuel Fangio        | Maserati                 | P    | FAN   | 11    |
| 3     | Indianapolis 500           | Pat O'Connor       | Jim Rathmann       | Sam Hanks                 | Epperly-Offenhauser      | F    | FAN   | 9     |
| 4     | MP al Franței              | Juan Manuel Fangio | Luigi Musso        | Juan Manuel Fangio        | Maserati                 | P    | FAN   | 17    |
| 5     | MP al Marii Britanii       | Stirling Moss      | Stirling Moss      | Tony Brooks Stirling Moss | Vanwall                  | P    | FAN   | 12    |
| 6     | MP al Germaniei            | Juan Manuel Fangio | Juan Manuel Fangio | Juan Manuel Fangio        | Maserati                 | P    | FAN   | 18    |
| 7     | MP al Pescarei             | Juan Manuel Fangio | Stirling Moss      | Stirling Moss             | Vanwall                  | P    | FAN   | 23    |
| 8     | MP al Italiei              | Stuart Lewis-Evans | Tony Brooks        | Stirling Moss             | Vanwall                  | P    | FAN   | 15    |

## Clasamentul Campionatului Mondial al Piloților
Punctele au fost acordate pe o bază de 8–6–4–3–2 primilor cinci clasați în fiecare cursă, cu un punct suplimentar revenind pilotului care a stabilit cel mai rapid tur al cursei (dacă cel mai rapid tur a fost realizat de mai mulți piloți, punctul se va împărți egal la fiecare pilot). Doar cele mai bune cinci rezultate au fost luate în considerare pentru Campionatul Mondial. FIA nu a acordat o clasificare în campionat acelor piloți care nu au obținut puncte.
| Poz. | Pilot                 | ARG    | MCO     | 500 | FRA    | GBR       | DEU‡ | PES | ITA    | Puncte  |
| ---- | --------------------- | ------ | ------- | --- | ------ | --------- | ---- | --- | ------ | ------- |
| 1    | Juan Manuel Fangio    | 1      | 1P R    |     | 1P     | Ab        | 1P R | 2P  | (2)    | 40 (46) |
| 2    | Stirling Moss         | 8P R   | Ab      |     |        | 1P R / Ab | 5    | 1R  | 1      | 25      |
| 3    | Luigi Musso           | Ab     |         |     | 2R     | 2         | 4    | Ab  | 8      | 16      |
| 4    | Mike Hawthorn         | Ab     | Ab / Ab |     | 4      | 3         | 2    |     | 6      | 13      |
| 5    | Tony Brooks           |        | 2       |     |        | 1 / Ab    | 9    | Ab  | 7R     | 11      |
| 6    | Masten Gregory        |        | 3       |     |        |           | 8    | 4   | 4      | 10      |
| 7    | Harry Schell          | 4      | Ab / Ab |     | 5      | Ab        | 7    | 3   | 5 / Ab | 10      |
| 8    | Sam Hanks             |        |         | 1   |        |           |      |     |        | 8       |
| 9    | Peter Collins         | 6 / Ab | Ab      |     | 3      | Ab / 4    | 3    |     | Ab     | 8       |
| 10   | Jim Rathmann          |        |         | 2R  |        |           |      |     |        | 7       |
| 11   | Jean Behra            | 2      |         |     | 6      | Ab        | 6    | Ab  | Ab     | 6       |
| 12   | Stuart Lewis-Evans    |        | 4       |     | Ab     | 7         | Ab   | 5   | AbP    | 5       |
| 13   | Maurice Trintignant   |        | 5       |     | Ab     | 4         |      |     |        | 5       |
| 14   | Wolfgang von Trips    | 6      | Ab      |     |        |           |      |     | 3      | 4       |
| 15   | Carlos Menditeguy     | 3      | Ab      |     | Ab     | Ab        |      |     |        | 4       |
| 16   | Jimmy Bryan           |        |         | 3   |        |           |      |     |        | 4       |
| 17   | Paul Russo            |        |         | 4   |        |           |      |     |        | 3       |
| 18   | Roy Salvadori         |        | NSC     |     | Ab     | 5         |      | Ab  |        | 2       |
| 19   | Andy Linden           |        |         | 5   |        |           |      |     |        | 2       |
| 20   | Giorgio Scarlatti     |        | Ab      |     |        |           | 10   | 6   | 5      | 1       |
| 21   | Alfonso de Portago    | 5      |         |     |        |           |      |     |        | 1       |
| 22   | José Froilán González | 5      |         |     |        |           |      |     |        | 1       |
| —    | Jack Brabham          |        | 6       |     | 7 / Ab | Ab        |      | 7   |        | 0       |
| —    | Johnny Boyd           |        |         | 6   |        |           |      |     |        | 0       |
| —    | Bob Gerard            |        |         |     |        | 6         |      |     |        | 0       |
| —    | Cesare Perdisa        | 6      |         |     |        |           |      |     |        | 0       |
| —    | Jo Bonnier            | 7      |         |     |        | Ab        |      | Ab  | Ab     | 0       |
| —    | Marshall Teague       |        |         | 7   |        |           |      |     |        | 0       |
| —    | Mike MacDowel         |        |         |     | 7      |           |      |     |        | 0       |
| —    | Ivor Bueb             |        | Ab      |     |        | 8         |      |     |        | 0       |
| —    | Pat O'Connor          |        |         | 8P  |        |           |      |     |        | 0       |
| —    | Paco Godia            |        |         |     |        |           | Ab   | Ab  | 9      | 0       |
| —    | Alejandro de Tomaso   | 9      |         |     |        |           |      |     |        | 0       |
| —    | Bob Veith             |        |         | 9   |        |           |      |     |        | 0       |
| —    | Luigi Piotti          | 10     | NSC     |     |        |           |      | Ab  | Ab     | 0       |
| —    | Horace Gould          |        | Ab      |     | Ab     | NS        | Ab   | Ab  | 10     | 0       |
| —    | Gene Hartley          |        |         | 10  |        |           |      |     |        | 0       |
| —    | Bruce Halford         |        |         |     |        |           | 11   | Ab  | Ab     | 0       |
| —    | Jack Turner           |        |         | 11  |        |           |      |     |        | 0       |
| —    | Ottorino Volonterio   |        |         |     |        |           |      |     | 11†    | 0       |
| —    | André Simon           |        | NSC     |     |        |           |      |     | 11†    | 0       |
| —    | Johnny Thomson        |        |         | 12  |        |           |      |     |        | 0       |
| —    | Bob Christie          |        |         | 13  |        |           |      |     |        | 0       |
| —    | Chuck Weyant          |        |         | 14  |        |           |      |     |        | 0       |
| —    | Tony Bettenhausen     |        |         | 15  |        |           |      |     |        | 0       |
| —    | Johnnie Parsons       |        |         | 16  |        |           |      |     |        | 0       |
| —    | Don Freeland          |        |         | 17  |        |           |      |     |        | 0       |
| —    | Ron Flockhart         |        | Ab      |     | Ab     |           |      |     |        | 0       |
| —    | Hans Herrmann         |        | NSC     |     |        |           | Ab   |     |        | 0       |
| —    | Les Leston            |        | NSC     |     |        | Ab        |      |     |        | 0       |
| —    | Eugenio Castellotti   | Ab     |         |     |        |           |      |     |        | 0       |
| —    | Jimmy Reece           |        |         | Ab  |        |           |      |     |        | 0       |
| —    | Don Edmunds           |        |         | Ab  |        |           |      |     |        | 0       |
| —    | Johnnie Tolan         |        |         | Ab  |        |           |      |     |        | 0       |
| —    | Al Herman             |        |         | Ab  |        |           |      |     |        | 0       |
| —    | Fred Agabashian       |        |         | Ab  |        |           |      |     |        | 0       |
| —    | Eddie Sachs           |        |         | Ab  |        |           |      |     |        | 0       |
| —    | Mike Magill           |        |         | Ab  |        |           |      |     |        | 0       |
| —    | Eddie Johnson         |        |         | Ab  |        |           |      |     |        | 0       |
| —    | Bill Cheesbourg       |        |         | Ab  |        |           |      |     |        | 0       |
| —    | Al Keller             |        |         | Ab  |        |           |      |     |        | 0       |
| —    | Jimmy Daywalt         |        |         | Ab  |        |           |      |     |        | 0       |
| —    | Ed Elisian            |        |         | Ab  |        |           |      |     |        | 0       |
| —    | Rodger Ward           |        |         | Ab  |        |           |      |     |        | 0       |
| —    | Troy Ruttman          |        |         | Ab  |        |           |      |     |        | 0       |
| —    | Eddie Russo           |        |         | Ab  |        |           |      |     |        | 0       |
| —    | Elmer George          |        |         | Ab  |        |           |      |     |        | 0       |
| —    | Herbert MacKay-Fraser |        |         |     | Ab     |           |      |     |        | 0       |
| —    | Jack Fairman          |        |         |     |        | Ab        |      |     |        | 0       |
| Poz. | Constructor           | ARG    | MCO     | 500 | FRA    | GBR       | DEU‡ | PES | ITA    | Puncte  |

| Legendă      | Legendă                                            |
| Culoare      | Rezultat                                           |
| ------------ | -------------------------------------------------- |
| Auriu        | Câștigător                                         |
| Argintiu     | Locul 2                                            |
| Bronz        | Locul 3                                            |
| Verde        | Alte locuri care punctează                         |
| Albastru     | Alte locuri                                        |
| Albastru     | Nu s-a clasat, dar a terminat cursa (NC)           |
| Purpuriu     | A abandonat cursa (Ab)                             |
| Negru        | Descalificat (DSC)                                 |
| Alb          | Nu a luat startul (NS)                             |
| Roșu         | Nu s-a calificat (NSC)                             |
| Fără culoare | Retras înainte de calificări (Ret)                 |
| Fără culoare | Exclus (EX)                                        |
| Fără culoare | Nu a participat (celulă goală)                     |
| Adnotare     | Însemnătate                                        |
| P            | Pole position                                      |
| R            | Cel mai rapid tur                                  |
| (6)          | Rezultatul nu a fost luat în considerare pentru CM |
| 1            | A împărțit mașina cu unul sau mai mulți piloți     |

Notă:
- – În Marele Premiu al Germaniei au fost înscriși și piloți care au concurat cu mașini de Formula 2. Aceștia nu erau eligibili de puncte pentru campionat, indiferent de poziția în care încheiau cursa.

## Curse non-campionat
Aceste curse n-au contat pentru Campionatul Mondial al Piloților.
| Nume                                  | Circuit      | Dată          | Câștigător         | Constructor    |
| ------------------------------------- | ------------ | ------------- | ------------------ | -------------- |
| XI Gran Premio Ciudad de Buenos Aires | Oscar Gálvez | 27 ianuarie   | Juan Manuel Fangio | Maserati       |
| VII Gran Premio di Siracusa           | Siracuza     | 7 aprilie     | Peter Collins      | Lancia-Ferrari |
| XVII Grand Prix de Pau                | Pau          | 22 aprilie    | Jean Behra         | Maserati       |
| V Glover Trophy                       | Goodwood     | 22 aprilie    | Stuart Lewis-Evans | Connaught-Alta |
| X Gran Premio di Napoli               | Posillipo    | 28 aprilie    | Peter Collins      | Lancia-Ferrari |
| XXIII Grand Prix de Reims             | Reims-Gueux  | 14 iulie      | Luigi Musso        | Lancia-Ferrari |
| V Grand Prix de Caen                  | Caen         | 28 iulie      | Jean Behra         | BRM            |
| IX BRDC International Trophy          | Silverstone  | 14 septembrie | Jean Behra         | BRM            |
| V Gran Premio di Modena               | Modena       | 22 septembrie | Jean Behra         | Maserati       |
| VI Grand Prix de Maroc                | Ain-Diab     | 27 octombrie  | Jean Behra         | Maserati       |